# Армязь (річка)
Армя́зь (рос. Армязь) — невелика річка в Камбарському районі Удмуртії, Росія, права притока річки Шолья.
Починається на захід від села Ведрець посеред тайги, протікає на південний захід, південь та південний схід, впадає до річки Шолья неподалік її гирла.
Річка неширока, береги низькі, у верхній та нижній течіях порослі лісом. Має декілька дрібних приток.
На річці розташоване село Нижній Армязь, де збудовано ставок площею 0,48 км². Через річку збудовано автомобільний в селі та залізничний мости в низов'ях.